# 高坪镇 (抚州市)
高坪镇，是中国江西省抚州市临川区所辖的一个镇。

## 行政区划
高坪镇下辖以下村级行政区划单位
高坪街社区、高坪村、樟溪村、下周村、古坪村、戴家村、江源村、老赵村、洽源村、城头村、尧山村、新坪村、爪石村、东源村、渣溪村、荷垅村、梧溪村、贺坊村、三桥村、塘头村、阳城村、塘南村、老基村、栎江村、金龙村、新赵村和林田村。